# Regierungsgebäude der Ukraine
Das Regierungsgebäude der Ukraine (ukrainisch Будинок Уряду України Budynok Urjadu Ukrajiny) ist ein architektonisches Denkmal im Zentrum der ukrainischen Hauptstadt Kiew und beherbergt seit 1991 das Ministerkabinett der Ukraine.
Das nach dem Entwurf des sowjetischen Architekten Iwan Fomin, einem der bedeutendsten Architekten des Sozialistischen Klassizismus, in den Jahren 1936 bis 1938 erbaute Haus ist mit 235.000 m² das größte Bürogebäude in Kiew.
Mit seiner Dachhöhe von 58 m war es, nach Zerstörung des Hochhauses „Ginsburg“, dem Vorgängerbau des Hotel Ukrajina, von 1944 bis 1954 das höchste Bauwerk in Kiew.

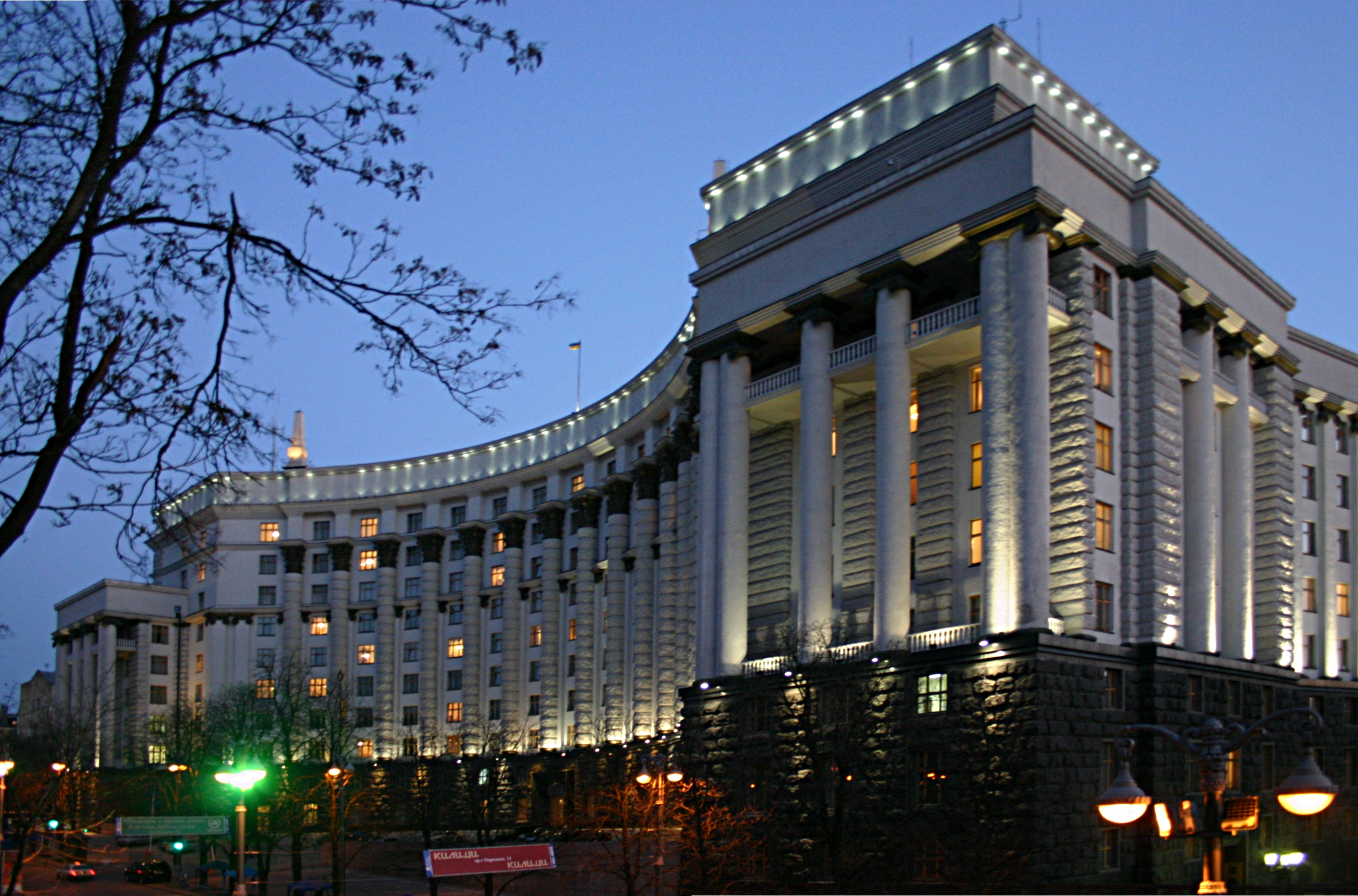
Hauptfassade des Bauwerks

Das Zentralgebäude hat zehn Etagen, die Seitenflügel besitzen sieben und acht Stockwerke. Das Gebäude ist ein Paradebeispiel für die Anwendung der Prinzipien der klassischen Architektur. Die halbkreisförmige Fassade öffnet sich in Richtung der Hruschewskoho-Straße (вул. Грушевського) und wird gleichmäßig von hohen Säulen korinthischen Ordnung, deren Kapitelle eine Höhe von 2,5 m haben und deren Basen in Eisen gegossen sind, eingefasst.
Ursprünglich wurde das Gebäude für das Volkskommissariat für Innere Angelegenheiten (NKWD) und den Rat der Volkskommissare genutzt, was Spuren im Aussehen und in der inneren Aufteilung hinterließ. So erleichtern abgerundete Ecken und viele Korridore die Verteidigung. Die Innenräume des Gebäudes sind fast völlig frei von dekorativen Elementen.